# Heteropoda robusta
Heteropoda robusta là một loài nhện trong họ Sparassidae.
Loài này thuộc chi Heteropoda. Heteropoda robusta được Jean-Louis Fage miêu tả năm 1924.